# Am Park der Chemiearbeiter 7, 8

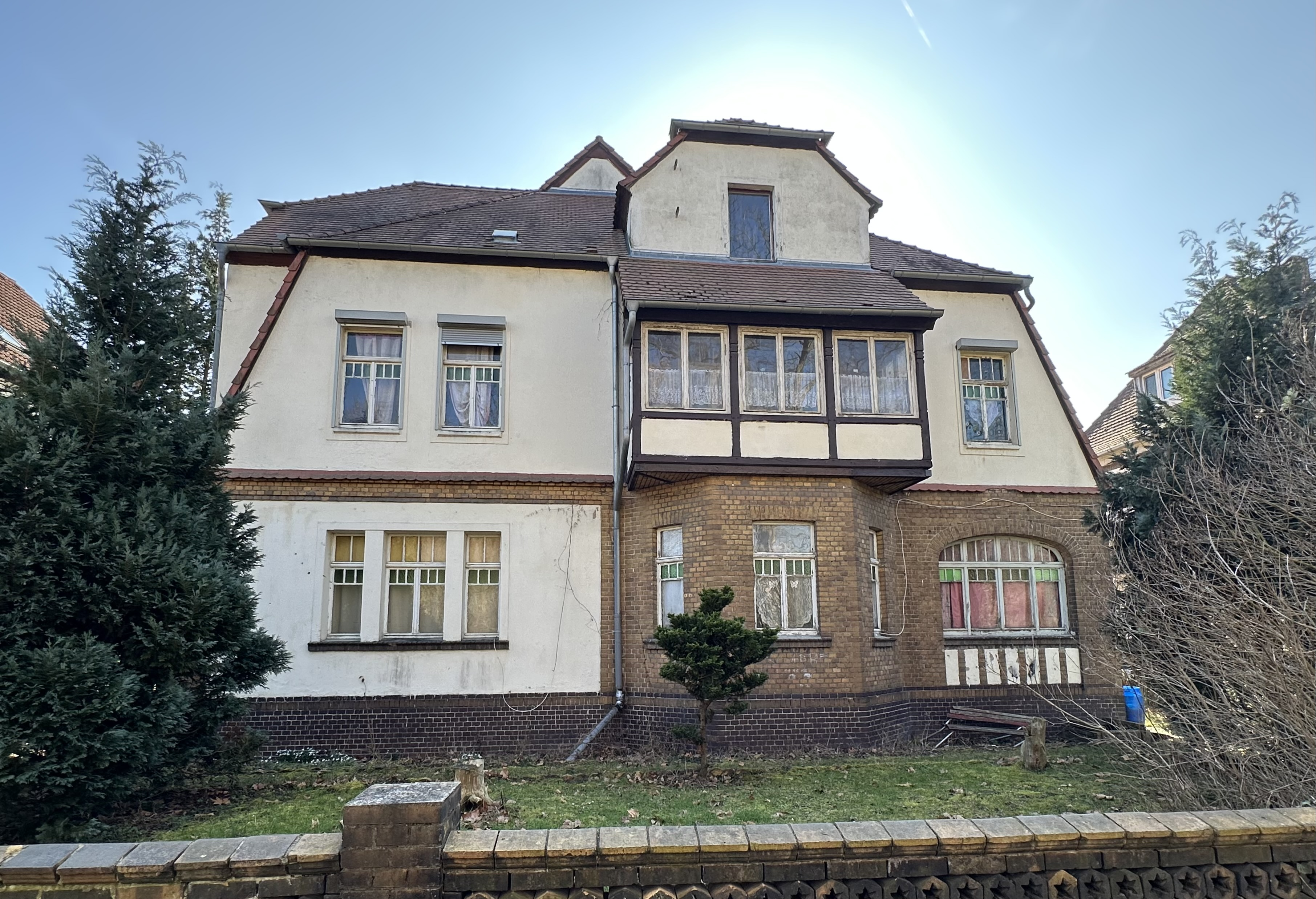
Wohnhaus Am Park der Chemiearbeiter 7, 8 im Jahr 2025

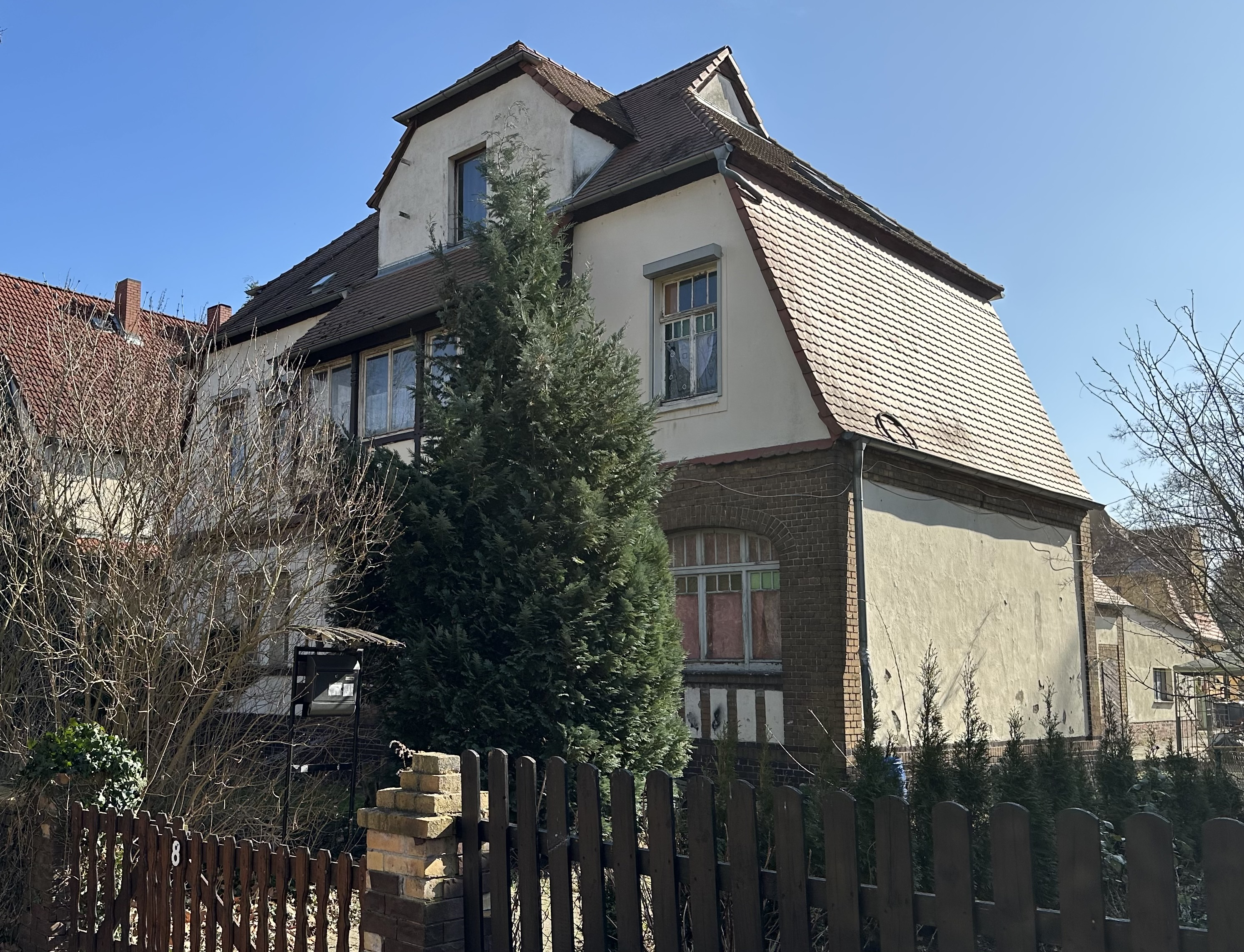
Blick von Nordwesten

Das Gebäude Am Park der Chemiearbeiter 7, 8 ist ein denkmalgeschütztes Wohnhaus in Bitterfeld-Wolfen in Sachsen-Anhalt.

## Lage
Das Haus befindet sich westlich des Stadtzentrums von Bitterfeld auf der Südseite der Straße Am Park der Chemiearbeiter.

## Architektur und Geschichte
Das zweigeschossige Wohnhaus entstand im späten 19. Jahrhundert in Ziegelbauweise. Der Grundriss des Gebäudes ist unregelmäßig. Die verputzte Fassade ist mit vielfältigen Formen gestaltet. So bestehen unterschiedliche Formen von Erkern und Wintergärten. Auch die Fenster sind sehr unterschiedlich ausgeführt und weitgehend noch in ihrer ursprünglichen Fassung erhalten. Die Dachlandschaft ist lebendig.
Zum Haus gehört ein von einer Einfassungsmauer begrenzter Garten. Die Mauer besteht vermutlich aus Greppiner Formsteinen.
Im Denkmalverzeichnis des Landes Sachsen-Anhalt ist das Wohnhaus unter der Erfassungsnummer 094 95291 als Baudenkmal eingetragen.